# 충북리무진
충북리무진(忠北―)은 충청북도 소재의 시외버스 업체로 본사는 충청북도 청주시 서원구 제2순환로 1602 (미평동)에 있다.

## 역사
1966년 3월 23일 충북교통(忠北交通)이라는 이름으로 설립하였으며, 1968년 10월 25일에 직행버스 면허를 취득하였다. 1978년 8월 25일 영동군내버스를 유천버스(현 동일버스)로 분리 독립시켰으며, 같은해 10월 1일 보은군내버스 (현 신흥운수)를 대동물산에 매각한 것에 이어 1979년 5월 1일 청주시내버스를 청주교통으로 1980년 1월 1일 옥천군내버스를 옥천버스로 각각 분리독립시켰으며, 1984년부터 1987년까지 여흥여객이라는 상호를 잠시 사용하였으나 후에 환원하였다.
2000년대 초반까지 청주와 대전을 중심으로 단거리노선에 치중하였으나 김포국제공항노선의 공항버스 면허를 취득하면서 본격적으로 장거리 노선에 뛰어들었다. 2000년에는 인천국제공항 공항버스 면허를 취득하였으며, 2001년에는 충일고속 청주시내사업부를 인수하여 우진교통을 출범시켰으며, 신도색을 제정하였으며, 2004년 충북리무진으로 사명을 변경하였다.
코로나로인하여 회사 경영난.
기사부족으로 인하여
살인적인 기사 스케줄.. 주 52시간제 무시..
퇴직시 임금체불 심해 분쟁이 많다.

## 운행 노선

### 고속버스
2017년 3월 기준이다. 시외버스에서 고속버스로 전환된 노선이다.
| 운행 노선   | 공동 운행사 | 운행구간 | 운행구간 | 운행구간 | 경유지 | 운행 대수 | 운행 대수 | 비고                                |
| 운행 노선   | 공동 운행사 | 운행구간 | 운행구간 | 운행구간 | 경유지 | 일반      | 우등      | 비고                                |
| ----------- | ----------- | -------- | -------- | -------- | ------ | --------- | --------- | ----------------------------------- |
| 청주 ↔ 철산 |             | 청주     | ↔        | 철산역   | 광명역 |           | -         | 2017년 3월 2일 고속버스로 전환 인가 |

### 시외버스
2015년 12월 기준이다.
| 운행업체   | 면허 대수 | 면허 대수 | 면허 대수 | 면허 대수 |
| ---------- | --------- | --------- | --------- | --------- |
| 운행업체   | 대수 합계 | 직행형    | 고속형    | 예비      |
| 충북리무진 | 55        | 52        | -         | 3         |

#### 대전복합발 노선
- 대전 - 증평
- 대전 - 충주 (무정차, 서울고속, 경기대원삼흥고속과 공동 운행)
- 대전 - 청주국제공항
- 대전 - 옥천 - 보은 - 속리산 (서울고속과 공동 운행)
- 대전 - 옥천 - 금강유원지 - 용산 - 청산
- 대전 - 옥천 - 영동 (전북고속과 공동 운행)
- 대전 - 옥천 - 보은 - 문경 - 상주 - 점촌 (경북고속, 진안고속과 공동 운행)

#### 세종시발 노선
- 세종시 - 세종청사 - 오송역 - 충북혁신도시 (서울고속과 공동 운행, 단 이 회사는 저녁시간대 운행)

#### 청주발 노선
- 청주 - 대전
- 청주 - 인천송도국제도시 (인천대입구역)[4] - 인천국제공항 (경기대원삼흥고속과 공동 운행)
- 청주 - 김포국제공항 - 김포한강신도시 - 강화 (경기대원삼흥고속과 공동 운행)[5]
- 청주 - 동서울 (경기대원삼흥고속, 새서울고속, 대성고속과 공동 운행)
- 청주 - 발안 - 향남 - 광명역 - 철산역
- 청주 - 동탄신도시 (메타폴리스) - 광명역
- 청주 - 평택 (경기대원삼흥고속, 새서울고속 공동 운행, 단 이 회사는 1회 운행)
- 청주 - 증평 - 음성 - 충주
- 청주 - 증평 - 괴산
- 청주 - 옥천 - 영동 (경기대원삼흥고속, 서울고속, 친선고속과 공동 운행)
- 청주 - 경북대학교 상주캠퍼스 - 안동[6]
- 청주 - 북청주 - 청주국제공항 - 코엑스 (한국도심공항)
- 청주 ~ 유성 ~ 익산 ~대야 ~군산 (전북고속, 호남고속, 금남고속과 공동 운행)

#### 증평발 노선
- 증평 - 안양 - 부천
- 증평 - 충북혁신도시 - 동탄신도시 - 광명역
- 증평 - 충북혁신도시 - 김포공항 - 인천공항

#### 진천발노선
- 진천 - 병천 - 독립기념관 - 천안
- 진천 - 대전 (서울고속과 공동 운행)

#### 오송발노선
- 오송단지 - 오창산단 - 송도국제도시 -인천국제공항

## 운행 차량

#### 현대자동차
- 뉴 프리미엄 유니버스 스페이스 력셔리
- 뉴 프리미엄 유니버스 럭셔리
- 뉴 프리미엄 유니버스 노블

#### 기아
- 뉴 그랜버드 파크웨이
- 뉴 그랜버드 이노베이션 션샤인
- 그랜버드 슈퍼 프리미엄 실크로드